# Tess of the Storm Country (1922)
Tess of the Storm Country is een stomme film uit 1922 onder regie van John S. Robertson. De film is gebaseerd op het boek van Grace Miller White en is een nieuwe versie van Tess of the Storm Country (1914). Mary Pickford speelt in zowel de 1914 versie als deze versie de hoofdrol. De reden waarom ze dit deed, was omdat haar vorige film Little Lord Fauntleroy (1921) niet onmiddellijk een succes werd en de actrice zekerheid nodig had. De versie uit 1914 werd een groot succes, terwijl Pickford niet tevreden was met de regie van de film. Om die reden organiseerde ze de herverfilming.
De film werd in 1932 opnieuw gemaakt met Janet Gaynor in de titelrol. De tot nu toe laatste verfilming vond plaats in 1960, met Diane Baker in de hoofdrol.

## Verhaal
Tess is de dochter van een kraker. Een rijke man, die aan de top van een heuvel een huis heeft, wil ook graag het land in het dal, waar een dorpje vol krakers staat. Tess doet er alles aan om van de rijke man af te komen en krijgt zelfs steun van zijn zoon Frederick Graves. Ook helpt ze zijn dochter, wanneer zij zwanger raakt van een onechtelijk kind en Tess aanbiedt het kindje te adopteren voordat haar vader erachter komt. Ondertussen wordt haar vader onterecht beschuldigd van moord en komt Tess in tweestrijd te staan.

## Rolverdeling
| Acteur           | Personage               |
| ---------------- | ----------------------- |
| Mary Pickford    | Tessibel 'Tess' Skinner |
| Lloyd Hughes     | Frederick Graves        |
| Gloria Hope      | Teola Graves            |
| David Torrence   | Elias Graves            |
| Forrest Robinson | Orn Skinner             |
| Jean Hersholt    | Ben Letts               |
| Danny Hoy        | Ezra Longman            |